# Rupert Angermair
Rupert Angermair (* 28. Januar 1899 in Garching bei München; † 6. Mai 1966) war ein deutscher katholischer Moraltheologe und Fachbuchautor.

## Werdegang
Angermair studierte an der Philosophisch-theologischen Hochschule Freising und an der Albert-Ludwigs-Universität Freiburg. Er wurde am 29. Juni 1924 im Freisinger Dom zum Priester geweiht. Anschließend war er Kaplan in der Münchner Stadtpfarrei St. Sylvester und unterrichtete am Priesterseminar in Freising. 1929 wurde er Lehrer an der Fachschule des Deutschen Caritasverbandes in Freiburg. Während dieser Zeit promovierte er zum Dr. theol. und habilitierte sich für das Fach Moraltheologie.
1934 wurde er mit der Leitung des Instituts für Caritaswissenschaften und für zwei Jahre mit der Vertretung des Lehrstuhls für Moraltheologie an der Albert-Ludwigs-Universität Freiburg beauftragt. Ab 1937 war er beim Deutschen Caritasverband Referent für Caritastheologie und Dorfcaritas. Nach Ende des Zweiten Weltkriegs kehrte er nach Freising zurück und war ab 1945 außerordentlicher Professor und ab 1948 ordentlicher Professor für Moraltheologie an der PTH Freising. Ende 1964 trat er in den Ruhestand.

## Ehrungen
- 1964: Ehrenbürger von Garching bei München
- Benennung des Professor-Angermair-Rings in Garching

## Veröffentlichungen
- Die Schutzaufsicht eine Pflicht der christlichen Gemeinschaft : Eine moraltheologische Untersuchung. Caritasverlag, Freiburg im Breisgau 1934.
- Das Band der Liebe: Ein Wort über die Formkraft der christlichen Gemeinschaft. Caritasverlag, Freiburg im Breisgau 1940.
- Kleine Homiletik: wie lasse ich meine Predigt organisch wachsen? Wewel, Krailling vor München 1950.
- Zum Dogma der leiblichen Aufnahme Mariens in den Himmel. Girnth, München 1951.